# Radinocera kuehni
Radinocera kuehni är en fjärilsart som beskrevs av Rothschild 1900. Radinocera kuehni ingår i släktet Radinocera och familjen nattflyn. Inga underarter finns listade.